# West Karbi Anglong
West Karbi Anglong ist ein Distrikt im indischen Bundesstaat Assam. Sitz der Verwaltung ist Hamren.

## Geschichte
Der Distrikt wurde 2015 aus Teilen des Distrikts Karbi Anglong geschaffen. Damals spaltete sich der westliche Teil des bisherigen Distrikts Karbi Anglong, der Circle (Kreis) Donka vom Distrikt Karbi Anglong ab und bildeten den neuen Distrikt West Karbi Anglong.

## Bevölkerung
Nach der Volkszählung 2011 hat der Distrikt West Karbi Anglong 295.358 Einwohner. Bei 96 Einwohnern pro Quadratkilometer ist der Distrikt dicht besiedelt. Der Distrikt ist dennoch ländlich geprägt. Von den 295.358 Bewohnern wohnen 277.495 Personen (93,95 %) auf dem Land und 17.863 Menschen in städtischen Gemeinden.
Der Distrikt West Karbi Anglong gehört zu den Gebieten Indiens, die eine hohe Anzahl von Angehörigen der „Stammesbevölkerung“ (scheduled tribes) aufweisen. Zu ihnen gehörten (2011) 193.518 Personen (65,52 Prozent der Distriktsbevölkerung). Es gibt zudem 11.438 Dalits (scheduled castes) (3,87 Prozent der Distriktsbevölkerung) im Distrikt.

### Bevölkerungsentwicklung
Wie überall in Indien wächst die Einwohnerzahl im Distrikt West Karbi Anglong seit Jahrzehnten stark an. Die Zunahme betrug in den Jahren 2001–2011 19,5 Prozent (19,50 %). In diesen zehn Jahren nahm die Bevölkerung um über 48.000 Menschen zu. Die Entwicklung verdeutlicht folgende Tabelle:

### Bedeutende Orte
Im Distrikt gibt es mit dem Distriktshauptort Hamren und Donkamokam nur zwei Ortschaften, die als Städte zählen (notified towns).

### Bevölkerung des Distrikts nach Geschlecht
Der Distrikt hatte 2011 – für Indien üblich – mehr männliche als weibliche Einwohner. Von der gesamten Einwohnerschaft von 295.358 Personen waren 151.187 (51,19 Prozent der Bevölkerung) männlichen und 144.171 (48,81 Prozent der Bevölkerung) weiblichen Geschlechts. Bei den jüngsten Bewohnern (52.135 Personen unter 7 Jahren) sind 26.503 Personen (50,84 %) männlichen und 25.632 Personen (49,16 %) weiblichen Geschlechts.

### Bevölkerung des Distrikts nach Sprachen
Die Bevölkerung des Distrikts West Karbi Anglong ist sprachlich stark gemischt. Fast die Hälfte der Einwohnerschaft spricht Karbi. Bedeutende Minderheitssprachen mit jeweils über 10.000 Sprechern sind Bhojpuri, Nepali, Bengali, Garo, Lalung und Assami. Danach folgen Dutzende weitere Sprachen. Die weitverbreitetsten Sprachen zeigt die folgende Tabelle:
| 2011                                   | 146.747 | 49,68 | 30.623 | 10,37 | 20.626 | 6,98 | 17.394 | 5,89 | 16.930 | 5,73 | 16.043 | 5,43 | 13.846 | 4,69 | 9.383 | 3,18 | 6.758 | 2,29 | 4.272 | 1,45 | 3.747 | 1,27 | 295.358 | 100,00 % |
| Quelle: Ergebnis der Volkszählung 2011 |         |       |        |       |        |      |        |      |        |      |        |      |        |      |       |      |       |      |       |      |       |      |         |          |

### Bevölkerung des Distrikts nach Bekenntnissen
Die Hindus bilden eine deutliche Bevölkerungsmehrheit. Zu ihren Anhängern gehört die Mehrheit der Karbi, die Assamesen, die Mehrheit der Bengalen, die Hindi und die Dimasa. Eine bedeutende Minderheiten sind die Christen. Zu ihnen gehören eine Mehrheit der Garo und Khasi und eine Minderheit der Karbi. Die genaue religiöse Zusammensetzung der Bevölkerung zeigt folgende Tabelle:
| Jahr                                   | Buddhisten | Buddhisten | Christen | Christen | Hindus  | Hindus | Jainas | Jainas | Muslime | Muslime | Sikhs | Sikhs | Andere | Andere | keine Angaben | keine Angaben | Total   | Total    |
| Jahr                                   | Zahl       | %          | Zahl     | %        | Zahl    | %      | Zahl   | %      | Zahl    | %       | Zahl  | %     | Zahl   | %      | Zahl          | %             | Zahl    | %        |
| -------------------------------------- | ---------- | ---------- | -------- | -------- | ------- | ------ | ------ | ------ | ------- | ------- | ----- | ----- | ------ | ------ | ------------- | ------------- | ------- | -------- |
| 2011                                   | 493        | 0,17       | 56.538   | 19,14    | 234.833 | 79,51  | 60     | 0,02   | 1.233   | 0,42    | 57    | 0,02  | 1.827  | 0,62   | 317           | 0,11          | 295.358 | 100,00 % |
| Quelle: Ergebnis der Volkszählung 2011 |            |            |          |          |         |        |        |        |         |         |       |       |        |        |               |               |         |          |

## Bildung
Dank bedeutender Anstrengungen steigt die Alphabetisierung. Dennoch ist sie tief. Nur knapp 63 Prozent der Einwohner können lesen und schreiben können. Im städtischen Bereich können immerhin über 84 Prozent lesen und schreiben. Auf dem Land dagegen sind es nur knapp 62 Prozent. Typisch für indische Verhältnisse sind die starken Unterschiede zwischen den Geschlechtern und der Stadt-/Landbevölkerung.
| Alphabetisierung im Distrikt West Karbi Anglong |                   |                   |
| Einheit                                         | Volkszählung 2011 | Volkszählung 2011 |
| Einheit                                         | Anzahl            | Anteil            |
| GESAMT                                          | 154.080           | 63,35 %           |
| Männer                                          | 87.444            | 70,13 %           |
| Frauen                                          | 66.636            | 56,21 %           |
| STADT GESAMT                                    | 12.905            | 84,78 %           |
| Stadt-Männer                                    | 6.933             | 89,96 %           |
| Stadt-Frauen                                    | 5.972             | 79,48 %           |
| LAND GESAMT                                     | 141.175           | 61,92 %           |
| Land-Männer                                     | 80.511            | 68,83 %           |
| Land-Frauen                                     | 60.664            | 54,64 %           |
| Quelle: Ergebnis der Volkszählung 2011          |                   |                   |